# Microhydrodytes elachistus
Microhydrodytes elachistus är en skalbaggsart som beskrevs av K. B. Miller 2002. Microhydrodytes elachistus ingår i släktet Microhydrodytes och familjen dykare. Inga underarter finns listade i Catalogue of Life.